# SMS Meteor (1887)
Az SMS Meteor az Osztrák–Magyar Monarchia Meteor-osztályú torpedóhajója (őrhajója) volt az első világháborúban. Testvérhajója nem volt, de nagyon hasonlított rá az SMS Komet és az SMS Blitz.

## Pályafutása
1886. november 20-án megkötött a szerződést és decemberben megkezdték az építését. 1887. március 12-én I. Ferenc József császár jóváhagyta a nevét. Június 15-én vízre bocsátották. Augusztus 25-én átvételi próbautat tett, melynek során 23,1 csomó sebességet ért el, amiért a Hajógyár prémiumra tartott igényt. Utólag kétségek merültek fel a mérőműszerek pontosságát illetően. Augusztus 31-én megtörtént az átvétel. 1894. október 5-én Mezzótól 26 mérföldre délnyugatra az erősen hullámzó tengerből kimentették a Pelestrinából indult, és egy víztölcsér által szeptember 29-én felborított Marco Polo olasz sóner legénységének négy tagját. A hajó parancsnokát kitüntették, a legénység pedig jutalmat kapott. Lék keletkezett a hajócsavar tönkcsövén, amit egy búvár befoltozott. 1900-01-ben tartalékállományban volt, és kazánjavítást hajtott végre.
1902-től a fiumei Haditengerészeti Akadémiához osztották be a növendékek gyakorlati kiképzése céljából. 1903-ban továbbra is a Haditengerészeti Akadémiánál szolgált, közben a Hajórajjal végrehajtotta a nyári gyakorlatozást.
1905-ben lecsökkentették az árbóczatát, és felszereltek a fedélzetére egy torpedóindító állványzatot. Különféle kísérleteket hajtottak végre a hajóval. Április 29. – augusztus 22. között a dalmát partok mentén földrajzi felméréseket hajtott végre. 1910-ben kicserélték a kazánját és általános nagyjavítást hajtottak vége a főgépén, majd tartalékba került.
1914-ben kiképzésre használták. 1915-ben Pólában teljesített helyi védelmi szolgálatot, és gyakran őrjáratozott a kikötői zárrendszer területén. Július 20-án tengeralattjárót keresett Póla előtt. 1916-ban a Póla előtti zárrendszer területén őrjáratozott, illetve kísérőszolgálatot látott el. Május 8-án bevontatott a kikötőbe egy sérült repülőgépet. 1918. július 28-án egy megsérült repülőgépet hazavontatott. Az év során 41 konvojkísérő utat tett és 2 tengeralattjáró üldözést hajtott végre. 1920-ban Olaszországnak ítélték, ahol lebontották.